# Städtische Straßenbahn Spandau

Straßenbahnzug am Markt, bereits auf Normalspurgleisen, ab 1907

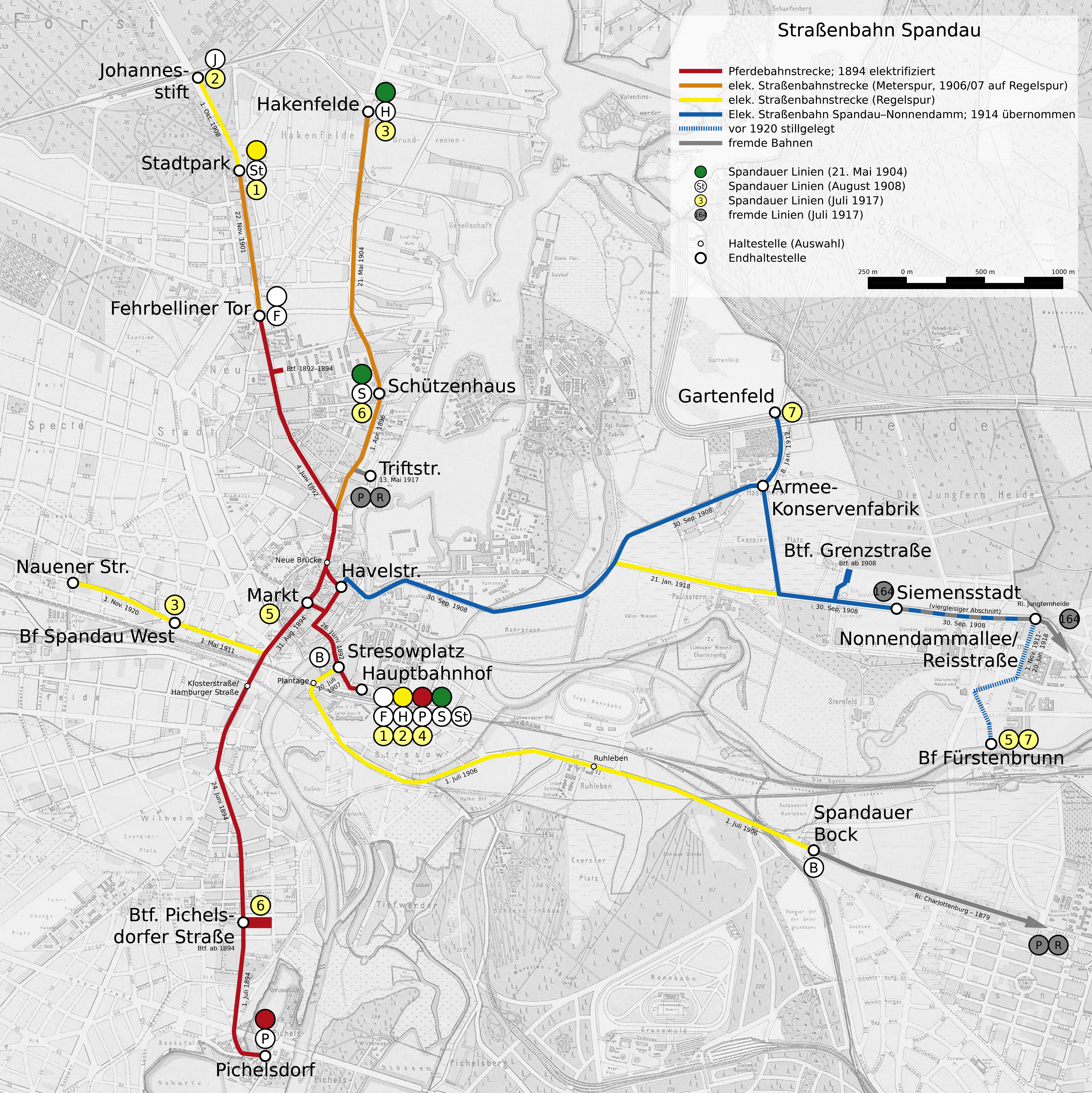
Streckennetzplan der Spandauer Straßenbahn und der Elektrischen Straßenbahn Spandau–Nonnendamm

Die Städtische Straßenbahn Spandau war ein Straßenbahnbetrieb im Großraum Berlin. Das am 26. April 1892 als Spandauer Straßenbahn Simmel, Matzky & Müller  beziehungsweise Spandauer Straßenbahn Simmel, Matzky & Co. gegründete Unternehmen eröffnete am 1. Juni desselben Jahres seine erste Pferdebahnstrecke zwischen der damals selbstständigen Stadt Spandau und der damaligen Landgemeinde Pichelsdorf. Die Betriebsführung oblag ab 1894 der Allgemeinen Deutschen Kleinbahn-Gesellschaft, die am 7. März 1896 die elektrische Traktion einführte. Ab 1899 war die AEG Betriebsführerin der Straßenbahn, ab 1909 die Stadt Spandau. Im gleichen Jahr erwarb die Stadt die Elektrische Straßenbahn Spandau–Nonnendamm von Siemens & Halske, die bis 1914 vollständig in der Spandauer Straßenbahn aufging. Neben den Strecken nach Pichelsdorf und in die Siemensstadt bestanden weitere Äste nach Hakenfelde, Johannesstift sowie zum Spandauer Bock. 1920 ging die Spandauer Straßenbahn im Zuge des Groß-Berlin-Gesetzes in der Berliner Straßenbahn auf. Der letzte Streckenabschnitt nach Hakenfelde wurde am 2. Oktober 1967 stillgelegt, das Datum markiert gleichzeitig das Ende der Straßenbahn in West-Berlin.

## Geschichte

### Vorgeschichte, Bau und Eröffnung
Die erste Form von öffentlichem Personenverkehr in Spandau stellten die ab 1822 verkehrenden Torwagen nach Charlottenburg und Berlin dar. 1846 erhielt Spandau einen am Stresow gelegenen Bahnhof (heute: Berlin-Stresow) an der Hamburger Bahn, 1871 einen weiteren an der Lehrter Bahn. Dieser befand sich an der Hamburger Chaussee (heute: Brunsbütteler Damm). Ab 1882 bestand über den Hamburger Stadtbahnanschluss eine weitere Verbindung zur Berliner Stadtbahn. Erste Ansätze eines innerstädtischen Nahverkehrs gab es gegen Ende der 1870er Jahre. Am 6. September 1876 reichte der Ackerbürger Ludwig Schultze der Stadt ein Angebot zur Errichtung einer Pferdebahn zwischen Spandau und Pichelsdorf ein. Da der Antragsteller keine detaillierten Pläne einreichte, lehnte der Magistrat das Vorhaben ab. Der Spandauer Kaufmann August Voigt richtete am 1. August 1877 eine Pferdeomnibuslinie zwischen dem Hamburger Bahnhof und Pichelsdorf ein, die nur für kurze Zeit bestand. Im November 1879 richtete der Fuhrunternehmer Gaede eine weitere Verbindung zwischen dem Lehrter Bahnhof und der Schülerbergkaserne an der Schönwalder Straße ein. Im Februar 1880 stellte er die mit täglich zwölf Fahrten bediente Linie mangels Rentabilität wieder ein. 1885 beantragte Voigt die Konzession für eine Pferdebahn von Pichelsdorf über Lehrter Bahnhof zur Schülerbergkaserne sowie einer Zweigstrecke von der Potsdamer Straße (heute: Carl-Schurz-Straße) über den Markt zur Gewehrfabrik am Zitadellenweg mit Option auf Verlängerung zum Spandauer Bock. Wegen fehlender detaillierter Pläne scheiterte auch dieses Vorhaben.
Die Pläne zur Errichtung der Pferdebahn konkretisierten sich ab 1889, als Spandau die Einwohnerzahl von 40.000 überschritt. Pläne für eine kommunale Straßenbahn, wie sie seit 1882 in Cöpenick fuhr, scheiterten, da die von Privatpersonen gezeichneten Anteilscheine nur etwa die Hälfte der anvisierten Kosten von 300.000 Mark (kaufkraftbereinigt in heutiger Währung: rund 2,70 Millionen Euro) deckten. Der Magistrat arbeitete daraufhin Bedingungen für die Konzession aus, auf die sich zwei Bewerber meldeten. Für die elektrische Variante war dies die US-amerikanische Thomson-Houston Electric Company. Nachdem sich die Spandauer von der Brauchbarkeit der elektrischen Bahn am Beispiel Halle (Saale) überzeugt hatten, wurden mit der Berliner Vertretung des Unternehmens Verhandlungen aufgenommen. Dieses zeigte inzwischen kein Interesse mehr an der Umsetzung, sodass sich die Stadt dem Projekt der Pferdebahn annäherte.
Die Konzession sollte ursprünglich dem Halleschen Unternehmer Georg von Kreyfeld erteilt werden, der 1891 die Friedrichshagener Straßenbahn eröffnete. Da dieser mit dem Bau zögerte, beschloss die Stadtverordnetenversammlung im Einvernehmen mit Kreyfeld, dass die Konzession an ein Konsortium, dem unter anderem die Spandauer Geschäftsleute Simmel und Matzky angehörten, übergehen sollte. Die erste Linie vom Personenbahnhof (vormals: Hamburger Bahnhof) zum Fehrbelliner Tor sollte bis 1. Juli 1892 fertiggestellt sein, die zweite Linie vom Bahnhof nach Pichelsdorf, deren Ausführung wegen der niveaugleichen Kreuzung von Hamburger und Lehrter Bahn aufwendiger war, sollte zu einem späteren Zeitpunkt folgen.

Eröffnungskorso der Pferdebahn in der Spandauer Altstadt, 24. Juni 1892

Ab Mitte Mai 1891 begannen über 100 Arbeiter mit dem Bau der von Beginn an zweigleisig ausgeführten Strecke. Um kleinere Radien in den engen Straßen der Spandauer Altstadt zu ermöglichen, sollte die Spurweite 1000 Millimeter betragen. Die Strecke begann am Personenbahnhof (ab 1911: Spandau Hauptbahnhof) und führte über Stresowplatz, Charlottenbrücke, Breite Straße, Havelstraße, Neue Brücke, Neuendorfer Straße, Hafenplatz und Schönwalder Straße bis zum Fehrbelliner Tor. In der Gegenrichtung fuhren die Züge statt über die Havelstraße über die Potsdamer Straße und den Markt. Die Wagenhalle befand sich in der Schönwalder Straße 43/44.

Eröffnung der Strecke nach Pichelsdorf, 25. Juni 1894

Da sich die Bauarbeiten in der Innenstadt verzögerten, ging zunächst das Teilstück zwischen Neuer Brücke und Fehrbelliner Tor am Sonnabend, den 4. Juni 1892 in Betrieb. Am darauffolgenden Pfingstsonntag fand die feierliche Eröffnung der Spander Straßenbahn Simmel, Matzky und Co. statt. Während der Feiertage nutzten jeweils mehr als 6000 Personen das neue Verkehrsmittel. Zwischen dem 11. und 16. Juni wurde die Strecke bis zum Markt verlängert. Nach der polizeilichen Abnahme am 24. Juni konnte die Gesamtstrecke dann am 26. Juni 1892 in Betrieb gehen. Obwohl es keine ausgewiesenen Haltestellen gab, waren die Kutscher angewiesen, nur an bestimmten Stellen für den Fahrgastwechsel zu halten. Bis zum 12. Juli 1892 beförderte die Straßenbahn bereits 102.000 Fahrgäste, bis 9. Oktober 1892 stieg deren Zahl auf rund 360.000 an. Im Ausflugsverkehr an den Wochenenden zählte man täglich etwa 7000 bis 8000 Fahrgäste gegenüber rund 5000 Fahrgästen an Werktagen.
Die zweite Strecke nach Pichelsdorf ging 1894 in drei Etappen in Betrieb. Das erste Teilstück mitsamt dem neuen Betriebshof an der Pichelsdorfer Straße 83 wurde ab dem 24. Juni 1894 befahren. Der Streckenabschnitt begann an der Kreuzung Klosterstraße Ecke Hamburger Straße südlich der Lehrter Bahn und endete am Betriebshof. Auf dem Teilstück fuhren zunächst zwei Pferdebahnwagen. Nach der Überführung von vier weiteren Wagen konnte am 1. Juli 1894 die südliche Fortsetzung bis zur Grenze nach Pichelsdorf in Betrieb gehen. Nach der Verlegung der Gleise durch die Potsdamer Straße und dem Anschluss an die bestehende Strecke fand am 30. August 1894 die polizeiliche Abnahme statt, der einen Tag darauf die Inbetriebnahme der Gesamtstrecke folgte. Obwohl das von der Linie durchfahrene Gebiet zu dieser Zeit nur rund 7000 Einwohner zählte – im Gegensatz ersten Linie mit rund 30.000 Einwohnern im Einzugsgebiet – war sie verhältnismäßig gut frequentiert. Vor allem die Berliner nutzten die Linie im sonntäglichen Ausflugsverkehr zur Unterhavel und dem Pichelswerder. Laut dem Spandauer Anzeiger für das Havelland sollen am 7. Juli 1894 allein rund 5000 Personen befördert worden sein.
Mit Vertrag vom 19. November 1894 übernahm die Allgemeine Deutsche Kleinbahn-Gesellschaft auf Basis des Preußischen Kleinbahngesetzes die Bahn.

### Elektrifizierung und Umspurung

Endhaltestelle Pichelsdorf nach der Elektrifizierung, um 1897

Mitte der 1890er Jahre war die technische Entwicklung der elektrischen Straßenbahn soweit vorangeschritten, dass der Spandauer Magistrat erneut die Elektrifizierung der Pferdebahn verfolgte. Für die Ausrüstung der Bahn konnte die Allgemeine Electrizitätsgesellschaft gewonnen werden. Die Stromzuführung erfolgte daher über Rollenstromabnehmer. Die Kraftstation entstand auf dem Gelände des Betriebshofs an der Pichelsdorfer Straße. Ab August 1895 begann die Aufstellung der Masten und die anschließende Montage der Oberleitung. Wo die Bebauung es zuließ, wurden alternativ auch Wandrosetten zur Befestigung der Leitungen gesetzt.

Triebwagen 28 bis 31, aufgestellt am Bahnhof Spandau, um 1900

Die polizeiliche Abnahme der Bahn war am 7. März 1896. Ein Einspruch der Oberpostdirektion verhinderte zunächst die Aufnahme des elektrischen Betriebs, da diese Beeinträchtigungen der Telefonkabel durch vagabundierende Ströme befürchtete. Nachdem an den Telefonanlagen Sicherungsvorrichtungen getroffen wurden, konnte der Betrieb endgültig am 18. März 1896 aufgenommen werden. Wenige Tage darauf ging am 1. April 1896 die dritte Strecke entlang der Neuendorfer Straße in Betrieb. Sie begann an der Kreuzung Schönwalder Straße und am Schützenhaus an der Ecke Schützenstraße. Auf der Linie fuhr anfangs ein Pendelwagen ab Schönwalder Straße, später fuhr die Linie bis zum Bahnhof. Die Wagenfolge betrug werktags wie auf den beiden anderen Linien acht Minuten. An Sonntagen befuhren die Züge die Strecke alle elf Minuten, auf den anderen Linien alle sechs Minuten. Mit Einführung des Winterfahrplans 1896/97 verkehrten die beiden älteren Linien alle acht Minuten, die Linie zum Schützenhaus alle zwölf Minuten. Ab 1903 fuhren alle drei Linien im Abstand von acht Minuten. Die Wagen der Linie erhielten grüne Zielschilder. Die Linie Bahnhof – Fehrbelliner Tor erhielt solche in weiß, die Linie Bahnhof – Pichelsdorf solche in rot.
Mit Vertrag vom 4. März 1899 ging die Spandauer Straßenbahn von der Allgemeinen Deutschen Kleinbahn-Gesellschaft auf die AEG über. Die Übertragung der Konzession erfolgte durch die Regierung am 27. März 1899, durch die Stadt Spandau am 14. September 1899. Im Jahr 1900 umfasste der Personalbestand drei Bürobeamte, sechs Angestellte für die Kraftstation, 19 Werkstatt- und Streckenarbeiter, drei Schaffnern, 27 Fahrer sowie 48 Hilfsschaffner und -fahrer. Die Gleislänge betrug 13.683 Meter. Der Wagenbestand belief sich auf 24 Trieb- und 20 Beiwagen. Zudem standen noch Pferde für die Beförderung von Nachtwagen bereit, da das Kraftwerk vermutlich nicht durchgehend arbeitete. Die Nachtwagen fuhren auf der „grünen“ und auf der „roten“ Linie werktags mit jeweils einem Umlauf und an Sonn- und Feiertagen mit jeweils zwei kurz aufeinander folgenden. Die Anzahl der beförderten Personen (ohne Abonnenten) betrug in diesem Jahr 1.954.604.
| Linie 1                                                                              | Signal | Verlauf                                        | Takt (in min) | Länge (in km) |
| ------------------------------------------------------------------------------------ | ------ | ---------------------------------------------- | ------------- | ------------- |
| I                                                                                    | Weiß   | Bahnhof – Markt – Fehrbelliner Tor             | 7½            | 2,71          |
| I                                                                                    | Gelb   | Bahnhof – Markt – Fehrbelliner Tor – Stadtpark | 15            | 3,64          |
| II                                                                                   | Rot    | Bahnhof – Markt – Pichelsdorf                  | 7½            | 3,86          |
| III                                                                                  | Grün   | Bahnhof – Markt – Schützenhaus                 | 7½            | 2,22          |
| III                                                                                  | Grün   | Bahnhof – Markt – Schützenhaus – Hakenfelde    | 15            | 3,98          |
| 1 Die römischen Ziffern für die Liniennummern waren nur in den Fahrplänen angegeben. |        |                                                |               |               |

Die nächste Streckenverlängerung ging am 22. November 1901 in Betrieb und umfasste den 930 Meter langen Abschnitt vom Fehrbelliner Tor mit Kreuzung der Kriegsbahn zum Stadtpark an der Reichstraße. Die Strecke führte durch noch weitgehend unbebautes Gelände und diente vorrangig der Erschließung des Spandauer Stadtwaldes, dessen südlicher Teil parkartig ausgebaut werden sollte – daher die Bezeichnung Stadtpark. Jeder zweite Wagen der bisher am Fehrbelliner Tor endenden Linie fuhr bis zum Stadtpark durch, was einer Wagenfolge von 16 Minuten entsprach. Die Züge erhielten zur Unterscheidung gelbe Schilder.

Endhaltestelle Hakenfelde, um 1904

Im Jahr 1900 erwarb die Berliner Grundrentengesellschaft in Hakenfelde östlich der Streitstraße Grundstücke mit einer Gesamtfläche von mehr als 60 Hektar, um diese einer industriellen Nutzung zuzuführen. Von 1901 bis 1904 ließ die Gesellschaft mehrere Straßen und die Streitstraße auf 30 Meter verbreitern. Sie versah die neuen Straßenzüge mit Gütergleisen und legte den Maselakekanal als Stichkanal zur Havel an. Das als Industriebahn Hakenfelde bezeichnete Industriestammgleis wurde im Bahnhof Spandau Johannesstift an das übrige Schienennetz angeschlossen. Die Stadt Spandau wollte das Gelände mit der Straßenbahn erschließen, während die AEG dem Vorhaben skeptisch gegenüberstand. Die mit der Stadt getroffenen Vereinbarungen zwangen schließlich die AEG dazu, die grüne Linie vom Schützenhaus nach Hakenfelde zur Kreuzung Streitstraße Ecke Mertensstraße zu verlängern. Bereits im Vorfeld wurde die Bestandsstrecke zum Schützenhaus in den Jahren 1902 und 1903 zweigleisig ausgebaut. Am 21. Mai 1904 konnte die neue Strecke eröffnet werden, auch hier fuhr nur jeder zweite Wagen bis zur neuen Endhaltestelle. Sie war eingleisig mit zwei Ausweichen am Sonnenhof und an der Goltzstraße. Das Industriegebiet entwickelte sich nicht in dem gewünschten Maße, dafür setzte entlang der Streitstraße eine rege Wohnungsbautätigkeit ein, die durch die Straßenbahn verstärkt wurde.
Bereits 1896 beschäftigte sich die AEG mit der Planung einer Straßenbahnstrecke von Spandau nach Westend, die auf Grund verschiedener Probleme bislang nicht zustande kam. Das Charlottenburger Tor und die Brücke über den Schlangengraben waren für die Triebwagen zu klein dimensioniert, zudem war die Hamburger Bahn am Stresowplatz und die Lehrter Bahn bei Ruhleben höhengleich zu kreuzen. Nach der Entfestigung Spandaus 1903 ließ die Stadt im darauffolgenden Jahr die ausfallende Grunewaldstraße ausbauen, das Charlottenburger Tor abreißen und die Brücke über den Schlangengraben durch eine breitere Holzkonstruktion ersetzen. Die Arbeiten dienten gleichzeitig dem Einbau von Gleisen für eine Strecke zum Spandauer Bock, wo Anschluss an die Berlin-Charlottenburger Straßenbahn bestand. Mit der Königlichen Eisenbahndirektion Berlin wurden Vereinbarungen bezüglich der Eisenbahnkreuzungen getroffen. Die AEG zeigte ihrerseits nunmehr kein Interesse, da sie sich von der durch weitgehend unbebautes Gelände führenden Strecke keine hohen Einnahmen versprach, die eine Verzinsung des Anlagekapitals gewährleisten würden. Um die Baukosten niedrig zu halten, beabsichtigte das Unternehmen eine direkte Führung über die Freiheitswiese, wohingegen die Stadt den Umweg über die Grunewaldstraße wünschte und nach Gewährleistung von Zuschüssen auch erreichte.
Als die Vorbereitungen für die Bocklinie konkret wurden, traf die AEG mit dem Magistrat die Übereinkunft, die neue Strecke sofort in Regelspur auszuführen und das übrige Netz zeitnah umzuspuren um einen späteren Anschluss an das Berliner Straßenbahnnetz zu ermöglichen. Die am 1. Juli 1906 eröffnete Bocklinie wurde zunächst unabhängig vom übrigen Netz betrieben, die drei Triebwagen waren in einer provisorischen Wagenhalle an der Kreuzung Ruhlebener Straße Ecke Grunewaldstraße unweit des Schlangengrabens untergebracht. Der Fahrpreis für die Bocklinie lag bis 1911 über dem der übrigen Linien. Die 3,66 Kilometer lange, eingleisige Strecke begann zunächst südlich der Hamburger Bahn an der Plantage und führte über die Grunewaldstraße und Charlottenburger Chaussee zum Ausflugslokal Spandauer Bock. Das Streckengleis verlief durchgehend auf der südlichen Fahrbahnseite, lediglich in Ruhleben wechselte es in Fahrbahnmitte. Vor der Spandauer Stadtgrenze kreuzte die Strecke die Lehrter Bahn niveaugleich. Die letzten 400 Meter lagen auf Charlottenburger Gebiet. Eine Gleisverbindung zur Berlin-Charlottenburger Straßenbahn bestand trotz gleicher Spurweite und Stromzuführung nicht, da sich deren Endhaltestelle auf einer Rampe befand, die der Spandauer Straßenbahn hingegen auf Straßenniveau. Die Linie fuhr tagsüber im Abstand von 15 Minuten.

Dreischieniger Streckenabschnitt in der Brückenstraße während der Umspurarbeiten, um 1907

Ebenfalls 1906 begannen die Arbeiten zur Umspurung der übrigen Streckenabschnitte, gleichzeitig nahm die Königliche Eisenbahndirektion Berlin die Hochlegung der Hamburger Bahn vom Bahnhof Spandau bis hinter die Klosterstraße. Die rote Linie nach Pichelsdorf musste daher für längere Zeit an der Klosterstraße geteilt werden. Die Arbeiten liefen so vonstatten, dass jeweils ein Streckengleis abschnittsweise umgespurt wurde, während auf dem verbliebenen Streckengleis Pendelbetrieb herrschte. Ab dem 29. April 1907 begannen und endeten die Linien Richtung Hakenfelde, Stadtpark und Pichelsdorf am Markt, von wo aus Pendelwagen zum Bahnhof fuhren. Mitte Mai konnte die Eisenbahnüberführung Klosterstraße fertiggestellt und die Pichelsdorfer Linie durchgehend zwischen Markt und Pichelsdorf auf Normalspurgleisen verkehren. Ab dem 16. Mai fuhr die Linie normalspurig bis zur Brückenstraße, ab dem 19. Mai soll der Bahnhof erreicht worden sein. Bis zur Inbetriebnahme des zweiten Gleises am 9. Juni 1907 mussten die Fahrgäste dennoch mehrmals umsteigen. Die Arbeiten zur Umspurung der Strecken zum Stadtpark und nach Hakenfelde begannen Ende Mai 1907. Wie schon bei der Pichelsdorfer Linie fand ein eingleisiger Pendelbetrieb statt während das zweite Gleis im Umbau war. Ab dem 6. Juli 1907 konnten die ersten regelspurigen Teilabschnitte in Betrieb gehen. Auf dem Abschnitt Schützenhaus – Hakenfelde bestand bis zum 19. August 1907 Schmalspurbetrieb, der eingleisige Abschnitt Fehrbelliner Tor – Stadtpark war vom 6. Juli 1907 bis 19. Juli 1907 gänzlich eingestellt. Der in der Altstadt gelegene Abschnitt vom Markt zur Havelstraße wurde zwischen dem 19. und 29. August 1907 umgebaut, während dieser Zeit musste zwischen Markt und Bahnhof außerdem wieder ein Pendelbetrieb eingerichtet werden. Am 30. August 1907 war der Netzumbau abgeschlossen, die polizeiliche Abnahme erfolgte am 10. Oktober 1907. Die Bocklinie war nach Hochlegung der Hamburger Bahn am 20. Juli 1907 zum Stresowplatz verlängert worden, wo eine Gleisverbindung zur Strecke Bahnhof – Markt bestand.
Während der Umbauarbeiten ereignete sich am Abend des 1. Mai 1907 ein schwerer Unfall am Bahnübergang in der Charlottenburger Chaussee in Ruhleben, bei dem ein Güterzug den vollbesetzten Triebwagen 72 erfasste und diesen zertrümmerte. Zwei Fahrgäste kamen bei dem Vorfall ums Leben. Als Folge durften die Straßenbahnzüge den Bahnübergang nicht mehr überqueren, Fahrgäste mussten den Übergang zu Fuß passieren. Die Triebwagen durften die Kreuzung für Überführungen lediglich morgens und abends unbesetzt befahren. Die Linie konnte ab dem 29. September 1907 wieder durchgehend betrieben werden, nachdem sich die Straßenbahnverwaltung und die Königliche Eisenbahndirektion Berlin über die Gestellung eines zusätzlichen Schrankenpostens geeinigt hatten.
| Signal (alt) | Kürzel (neu) | Verlauf                                        |
| ------------ | ------------ | ---------------------------------------------- |
| Blau         | B            | Stresowplatz – Spandauer Bock                  |
| Gelb/Weiß    | F            | Bahnhof – Markt – Fehrbelliner Tor             |
| Grün         | H            | Bahnhof – Markt – Schützenhaus – Hakenfelde    |
| Rot          | P            | Bahnhof – Markt – Pichelsdorf                  |
| Grün/Weiß    | S            | Bahnhof – Markt – Schützenhaus                 |
| Gelb         | St           | Bahnhof – Markt – Fehrbelliner Tor – Stadtpark |

Nach der Umspurung wurden auch geringfügige Änderungen an den Seiten- und Zielschildern der Wagen vorgenommen. Die Seitenschilder zeigten künftig den gesamten Verlauf einer Linie, auch wenn diese auf verkürztem Wege fuhr, das Zielschild entsprach der tatsächlichen Endhaltestelle. Durch den Kauf weiterer Wagen konnte die Pichelsdorfer Linie ab November 1907 im Sechs-Minuten-Takt verkehren. Die Erhöhung der Zugfolge war eine Notwendigkeit, da durch den Verzicht auf Schaffner unter der Woche keine Beiwagen eingesetzt werden durften.
Im Frühjahr 1908 begannen die Arbeiten für den zweigleisigen Ausbau vom Fehrbelliner Tor zum Stadtpark und der Neubau einer daran anschließenden eingleisigen Strecke zum Johannesstift. Das zweite Gleis ging am 28. August 1908 in Betrieb, die Neubaustrecke kurz darauf am 1. Oktober 1908. Die neue Linie erhielt den Buchstaben J. Da das namensgebende Johannesstift erst zwei Jahre später eröffnete, genügte in der Anfangszeit eine Wagenfolge von 18 Minuten. Der Bau der Strecke war ein Zugeständnis der Stadt an das Stift, um dieses zum Umzug von Plötzensee an den neuen Standort zu bewegen. Um die Erkennbarkeit der einzelnen Linien zu verbessern, beschloss die Betriebsleitung im Sommer 1908 die Einführung von Linienbezeichnungen anstelle der farbigen Signallaternen. Die Linien wurden nach Chemnitzer Vorbild jeweils mit dem Anfangsbuchstaben des stadtauswärtigen Zielpunktes benannt, wobei die Stadtparklinie zur Unterscheidung der Linie zum Schützenhaus (Linie S) das Kürzel St erhielt.

### Kommunalisierung
Die Stadt Spandau erklärte gegenüber der AEG im Jahr 1905 bereit, die ursprünglich bis zum 31. Dezember 1942 laufende Konzession um 15 Jahres bis Jahresende 1957 zu verlängern. Bereits kurze Zeit darauf äußerte der Elektrokonzern die Absicht, die Straßenbahn einer Aktiengesellschaft zu übertragen. Es folgten Verhandlungen zwischen beiden Seiten zwecks Erwerb der Bahn durch die Stadt. Am 7. September 1906 erwarb die Stadt die Straßenbahn zum Kaufpreis von 3.350.000 Mark, die Übergabe war auf den 1. Juli 1909 festgesetzt. Die AEG war in diesem Zeitraum weiterhin verpflichtet, den Wagenpark durch Neubeschaffungen zu ergänzen, für Sonderwünsche musste hingegen bereits die Stadt aufkommen. Nach der Kommunalisierung der Bahn galt die Konzession bis zum 30. Juni 1999.
Bereits 1900 beabsichtigte die Stadt den Bau einer gemischten Güter- und Straßenbahn von Spandau über Haselhorst nach Charlottenburg zur Anbindung des Spandauer Ostens und der Exklave Nonnendamm (ab 1914: Siemensstadt). Die hohen Kosten von 530.000 Mark ließen das Vorhaben zunächst in der Schublade verschwinden. Als wenige Jahre darauf die Unternehmen Siemens & Halske (S & H) sowie die Siemens-Schuckertwerke (SSW) ihre Fabriken am Nonnendamm errichteten, griffen diese das Vorhaben wieder auf und verwirklichten bis 1908 sowohl die Siemens-Güterbahn – eröffnet am 16. März 1908 – als auch die Elektrische Straßenbahn Spandau–Nonnendamm („Nonnendammbahn“) –eröffnet am 1. Oktober 1908 – zur Anbindung der Werke. Im gleichen Jahr wurde das zwischen Spandau und Nonnendamm gelegene Gelände nach Spandau eingemeindet. Die von Siemens betriebene Nonnendammbahn führte von der Kreuzung Nonnendamm Ecke Reisstraße über den Schwarzen Weg (heute: Paulsternstraße) und die heutige Gartenfelder Straße und endete an der Kreuzung Berliner Straße Ecke Breite Straße. Sie war zunächst ohne Verbindung zur Städtischen Straßenbahn. Im Frühjahr 1909 wurden die Gleise beider Bahnen so miteinander verknüpft, so dass die Züge der neuen Linie über Havelstraße, Potsdamer Straße, Markt und Breite Straße wenden konnten. Die Spurweite von 1435 Millimetern und Stromzuführung über Rollenstromabnehmern entsprach der der Städtischen Straßenbahn, sodass ein Wagenübergang problemlos möglich war. Zur Übergabe der Straßenbahn an die Stadt gründeten S & H und SSW am 23. März 1909 die Elektrische Straßenbahn Spandau–Nonnendamm GmbH, deren Gesellschaftsanteile in Höhe von 300.000 Mark am 1. Oktober 1909 an die Stadt Spandau verkauft wurden. Der Kaufpreis betrug insgesamt 463.000 Mark. Die Gemeinschaftsstrecken mit der Siemens-Güterbahn verblieben bei Siemens.

Endhaltestelle am Bahnhof Spandau nach dem Bau der Wendeschleife, um 1910

Im Jahr 1909 wurde die Bocklinie mit Ausnahme des Bahnübergangs in Ruhleben und eines kurzen Abschnittes auf Charlottenburger Gebiet zweigleisig ausgebaut. Für den Sonderzugverkehr zur Trabrennbahn Ruhleben gingen im August 1909 südlich vom Haupteingang Rangiergleise zur Aufstellung der Wagen in Betrieb. Im Oktober 1909 begann die Hochlegung der Hamburger Bahn im Bereich des Bahnhofs Spandau, was einen Umbau des Bahnhofsvorplatzes mit sich brachte. Die bisherige Stumpfendstelle wurde durch eine Wendeschleife ersetzt, die am 10. November 1909 in Betrieb ging. Am 1. April 1910 übernahm die Städtische Straßenbahn die Betriebsführung auf der Nonnendammbahn, die Straßenbahngesellschaft bestand formell bis zum 1. Oktober 1914 fort. Die Triebwagen waren ab diesem Zeitpunkt im Betriebshof an der Pichelsdorfer Straße beheimatet, um einen rationellere Arbeitsweise bei Reparaturen zu ermöglichen. Die weniger wartungsanfälligen Beiwagen waren bis zum Sommer 1910 noch an der Grenzstraße untergebracht. Ab Mai 1910 erhielten die bis Nonnendamm fahrenden Züge das Linienkennzeichen N, die zur Armeekonservenfabrik an der Gartenfelder Straße Ecke Schwarzer Weg führten den Buchstaben C, spätestens Mai 1911 den Buchstaben K. Letztere fuhr vorwiegend sonntags, da die Züge werktags bis Nonnendamm weitergeführt wurden.
Die Verstadtlichung brachte der Stadtkasse keine oder nur geringe Überschüsse. Insbesondere die Bocklinie und die Nonnendamm erwiesen sich als Sorgenkinder des Betriebs, da sie über längere Abschnitte durch weitgehend unbewohntes Gebiet führten. Die Bocklinie bezog ihre Einnahmen vor allem aus dem sonntäglichen Ausflugsverkehr. Die Nonnendammbahn war hingegen im Berufsverkehr sehr stark nachgefragt – die Züge oft fuhren mit drei Wagen – und wurde von Fahrgästen mit verbilligten Arbeiterwochenkarten genutzt. Die Überschüsse der anderen Linien mussten daher das Defizit der Nonnendammbahn ausgleichen. In dem Bestreben, den Fahrgästen Verbesserungen zukommen zu lassen und die Fahrgeldeinnahmen zu erhöhen, traf die Stadt mehrere weitreichende Entscheidungen. Am 16. September 1910 verlängerte die Stadt die Bocklinie in die Spandauer Altstadt, wo diese die Blockschleife Breite Straße/Havelstraße/Potsdamer Straße/Markt befuhren. Als Endhaltestelle galt die Neue Brücke an der Ecke Havelstraße/Neuendorfer Straße.

Bahnübergang der Hamburger Bahn in der Klosterstraße während der Arbeiten zur Hochlegung, um 1908

Am 1. Januar 1911 kam es im Rahmen einer Tarifanpassung zu größeren Veränderungen. Der bislang angewandte Zehn-Pfennig-Einheitstarif wurde durch einen Zonentarif ersetzt und die tariflich gesondert behandelten Linien B, K und N in diesen einbezogen. Werktags setzte die Bahn nun Schaffner in den Wagen ein, nachdem diese zuvor nur sonntags zum Einsatz kamen. Unter der Woche fuhren die Triebwagen bislang im Einmannbetrieb mit Zahlkästen, deren Kontrolle der Triebwagenführer übernahm. Die steigenden Fahrgastzahlen hatten zur Folge, dass diese mit der Kontrolle dauerhaft überfordert waren und sich die Anzahl der Schwarzfahrer erhöhte. Ausschlaggebend für die Einstellung der Schaffner war jedoch eine Forderung der Königlichen Eisenbahndirektion Berlin nach Posten an den Kreuzungen mit der Lehrter Bahn in der Klosterstraße und der Charlottenburger Chaussee. Diese sollten beispielsweise beim Abrutschen der Kontaktrolle von der Oberleitung die Stromabnehmerstangen wieder einsetzen. Zudem konnten durch die Einstellung der Kontrolleure die Umsteigemöglichkeiten ausgeweitet werden. Mit Jahresbeginn 1911 stellte die Stadt daher 66 Schaffner ein, deren Gesamtlohnkosten 77.484 Mark betrugen. Nach Abschluss des sechsgleisigen Ausbaus der Hamburger Bahn im Zuge der Hochlegung konnten die Lehrter Bahn 1912 zwischen Ruhleben und Klosterstraße stillgelegt werden.

Triebwagen 101 mit zwei Beiwagen auf der Linie N in Siemensstadt, um 1915

Am 1. Mai 1911 verlängerte die Städtische Straßenbahn die Linien K und N von der Altstadt über die Potsdamer Straße und Seegefelder Straße bis zur Ecke Staakener Straße am Bahnhof Spandau West. Die Strecke sollte den Auftakt zur Anbindung des westlichen Ortsteils Klosterfelde bilden. Am 1. November 1911 wurde die Linie N vom Nonnendamm über die Reisstraße und den Rohrdamm nach Fürstenbrunn zum Nordufer der Spree verlängert, wo über den Siemenssteg ein Fußweg zum Bahnhof Fürstenbrunn an der Hamburger Bahn bestand. Die Neubaustrecke kam vor allem den in Berlin und Charlottenburg wohnhaften Arbeitern der Siemenswerke zugute. Ebenfalls ab November 1911 fuhren sonntags die Wagen der Linie S als Linie H weiter bis Hakenfelde und die der Linie F als Linie St weiter bis Stadtpark. Die letzte vor dem Ersten Weltkrieg eröffnete Strecke war am 8. Januar 1912 die Verbindung von der Armeekonservenfabrik nach Gartenfeld zum Siemens-Kabelwerk. Die Stichstrecke wurde nur während der Schichtwechsel von einer neu eingerichteten Linie G (Gartenfeld – Fürstenbrunn) bedient.
Am 1. April 1913 kam es neben einer erneuten Änderung der Fahrpreise zur Zusammenlegung der Linien B und St zur neuen Linie B (Spandauer Bock – Stadtpark). Die Linie F fand in den Fahrplänen keine Erwähnung mehr, die Linie K folgte ein halbes Jahr darauf am 1. Oktober 1913. Weitreichende Folgen für den Verkehr nach Nonnendamm hatte die Inbetriebnahme der Straßenbahnstrecke vom Ringbahnhof Jungfernheide zur Verwaltungsgrenze an der Ohmstraße am 1. Oktober 1913 und die Verlängerung der Linie 164 der Großen Berliner Straßenbahn (GBS) bis zur Ohmstraße am 1. Februar 1914. Die Bewohner der Siemensstadt und Mitarbeiter des Siemens-Verwaltungsgebäudes nutzten fortan diese Verbindung mit Umstieg in Jungfernheide, da so nur der verbilligte Stadt- und Ringbahntarif auf der Eisenbahn bezahlt werden musste. Die Arbeiter des Kabelwerks Gartenfeld waren zunächst davon unberührt. Mit der Verlängerung der Linie 164 von der Ohmstraße bis vor das Siemens-Verwaltungsgebäude am 9. Juni 1914 wandelte sich auch hier das Bild, da die Gartenfelder Arbeiter künftig den anderthalb Kilometer langen Fußweg vom Verwaltungsgebäude zum Kabelwerk vorzogen. Für den rund 1,3 Kilometer langen Streckenabschnitt traten S & H und SSW gemeinsam als Straßenbahnunternehmen nach dem Preußischen Kleinbahngesetz auf. Die Strecke folgte der Nonnendammallee (vormals Nonnendamm) und endete etwa 350 Meter westlich des Verwaltungsgebäudes in einer eingleisigen Wendeschleife. Zwischen Reisstraße und Rohrdamm wurden die Gleise der Spandauer Straßenbahn mitbenutzt, ab dem Rohrdamm waren die Anlagen viergleisig mit je einem Gleispaar für die Linien der Spandauer Straßenbahn und die GBS-Linie. Die Betriebsführung auf den Siemens-Gleisen übernahm hingegen die Berlin-Charlottenburger Straßenbahn, eine Tochtergesellschaft der GBS.

### Erster Weltkrieg und Groß-Berlin-Gesetz

Triebwagen 87 auf der Linie J mit Schaffnerinnen, um 1915

Der Beginn des Ersten Weltkriegs führte auch bei der Städtischen Straßenbahn Spandau zu erheblichen Einschränkungen. Die Linie G wurde bis September 1914 eingestellt und die Wagenfolge der übrigen Linien auf 15 Minuten – auf der Linie N auf 30 Minuten – ausgedehnt, einzelne Streckenabschnitte waren ohne Verkehr. Da die Vorortzüge Richtung Berlin unregelmäßig fuhren, verlängerte man stattdessen die Linien H und J vom Hauptbahnhof zum Spandauer Bock, um auf diesem Wege eine häufigere Verkehrsmöglichkeit nach Charlottenburg und Berlin anzubieten. Durch die Einstellung und Ausbildung von weiblichem Personal im Schaffner- und Fahrdienst konnten ab dem 29. August 1914 wieder alle Endpunkte angefahren werden, die Taktzeiten wurden geringfügig verdichtet. Der Fahrplan vom 8. November 1914 führte die noch bestehenden Linien nach dem letzten Friedensfahrplan auf, unterlag im Januar 1915 aber weitreichenden Änderungen. Die Linie J wurde von Johannesstift zum Fehrbelliner Tor zurückgezogen und an ihrer Stelle die Linie B vom Markt nach Johannesstift verlängert. Die Linie N endete vom 20. Juni 1915 bis 31. August 1915 und erneut vom 28. Oktober 1915 bis zum 30. November 1915 bereits am Markt. Die Linie S stellte man, bei gleichzeitiger Verdichtung der Linie H auf einen 7,5-Minuten-Takt, am 1. Dezember 1915 ein. Um den weiterhin großen Bedarf an Fahr- und Werkstattpersonal zu decken, warb die Stadt im November 1915 rund 60 Straßenbahnfahrer und technische Angestellte aus der Schweiz an, über die Dauer ihres Einsatzes liegen keine Informationen vor.
Am 15. Januar 1916 kam es zum Einsturz der Charlottenbrücke, nachdem ein Schiff diese gerammt hatte. Wegen der Unterbrechung endeten die sonst zum Hauptbahnhof geführten Linien am Bahnhof West (Linie H), an der Neuen Brücke (Linie P) und am Lindenufer westlich der Charlottenbrücke (Linie J). Die Linie B fuhr in zwei Teilen von Johannesstift bis Lindenufer und vom Stresowplatz bis Spandauer Bock. Eine Pendellinie bediente den Abschnitt vom Ostufer der Charlottenbrücke bis Hauptbahnhof. Ab dem 21. Februar 1916 fuhr zu verkehrsschwachen Zeiten eine neue Linie S zwischen Weverstraße (Straßenbahnhof) und Schützenhaus. Bis Juni 1916 errichteten die Soldaten des Pionierbataillons 3 Rauch südlich des beschädigten Bauwerks eine Behelfsbrücke, die Straßenbahnen befuhren diese ab dem 6. August 1916. Mit der Wiederinbetriebnahme wurde die Linie B bis zur Neuen Brücke zurückgezogen und die Linie St zwischen Hauptbahnhof und Stadtpark wieder eingerichtet. Die Linien H und S verkehrten künftig in beiden Fahrtrichtungen durch die Potsdamer Straße statt wie bisher über Markt, Breite Straße und Havelstraße.
Anhaltende Kapazitätsengpässe beim Werkstattpersonal führten am 7. Februar 1917 zu erneuten Einschränkungen im Fahrplanangebot. Die Linien J und S wurden an diesem Tage eingestellt, die Linie H bis Stadtpark, die Linie P bis zum Straßenbahnhof und die Linie B bis Stresowplatz zurückgezogen. Gleichzeitig wurde die Wagenfolge auf allen Linien ausgedünnt. Lediglich die Nonnendammlinie blieb von den Maßnahmen unberührt. Um den Wagenmangel zu kompensieren, versuchte die Straßenbahnverwaltung, Fahrzeuge aus anderen Städten zu beschaffen. Neben zwei von der Woltersdorfer Straßenbahn angemieteten Beiwagen konnten bis zum Frühjahr insgesamt 13 Trieb- und weitere sechs Beiwagen aus Kaiserslautern, Schwerin und vermutlich Neunkirchen erworben werden. Der aufgestockte Wagenpark ermöglichte es im Juni 1917, die im Februar beschlossenen Maßnahmen aufzuheben.
| Kürzel (alt) | Nummer (neu) | Verlauf                                             |
| --- | ------------ | --------------------------------------------------- |
| St | 1            | Hauptbahnhof – Markt – Stadtpark                    |
| J | 2            | Hauptbahnhof – Markt – Stadtpark – Johannesstift    |
| H | 3            | Bahnhof West – Markt – Schützenhaus – Hakenfelde    |
| P | 4            | Hauptbahnhof – Markt – Straßenbahnhof – Pichelsdorf |
| N | 5            | Markt – Siemensstadt – Fürstenbrunn                 |
| S | 6            | Straßenbahnhof – Schützenhaus 1                     |
| G | 7            | Gartenfeld – Siemensstadt – Fürstenbrunn 2          |
| 1 Linie war zum Zeitpunkt der Umstellung nicht in Betrieb2 Zeitpunkt der erneuten Betriebsaufnahme nicht bekannt |              |                                                     |

Unter dem Zwang der Kriegsverhältnisse kam im Frühjahr 1917 der direkte Straßenbahnanschluss nach Berlin zustande. Den Anstoß gab die Heeresverwaltung, die eine möglichst umsteigefreie Verbindung von Berlin zu den Spandauer Rüstungsbetrieben wünschte. Im Gegenzug beteiligte sich die Heeresverwaltung finanziell an baulichen Maßnahmen, so etwa an der Herstellung einer Gleisverbindung am Spandauer Bock. In der Spandauer Altstadt mussten vier Gleisbögen aufgeweitet werden, damit die längeren vierachsigen Wagen der Berlin-Charlottenburger Straßenbahn diese befahren konnten. In der Triftstraße ging eine zweigleisige Kehranlage in Betrieb. Ab dem 13. Mai 1917 fuhren die Linien P (bisher: Bahnhof Neukölln – Westend, Spandauer Chaussee/Kirschenallee) und R (bisher: Neukölln, Wildenbruchplatz – Spandauer Bock) vom Spandauer Bock aus weiter wie die Linie B bis zum Hafenplatz und von dort über die Neuendorfer Straße zur Triftstraße. Die Fahrzeit der Berlin-Charlottenburger Linie P betrug nach der Verlängerung 100 Minuten bei einer Linienlänge vpon 23,3 Kilometern, die der Linie R 93 Minuten bei 21,5 Kilometer Linienlänge. Die Bocklinie ihrerseits wurde eingestellt. Da es infolge der Verlängerung zu einem doppelten Auftreten der Linienbezeichnung „P“ kam, führte die Stadt Spandau für ihre Linien ab Ende Juli arabische Zahlen als Liniennummern ein. Die nun als Linie 1 geführte vormalige Linie J wurde ab dem 27. August 1917 bis auf eine morgendliche Fahrt eingestellt und die Linie 2 (ehemals: St) auf einem 7,5-Minuten-Takt verdichtet. Ab dem 10. Januar 1918 war der Abschnitt zwischen Stadtpark und Johannesstift ohne Bedienung. Gleichzeitig wurde die Berlin-Charlottenburger Linie N (bisher Kupfergraben – Charlottenburg, Straßenbahnhof) an Sonntagnachmittagen zur Triftstraße verlängert, um dem anhaltenden Ausflugsverkehr gerecht zu werden. Werktags fuhren zudem einzelne Frühwagen bis Spandau durch.

Triebwagen 88 auf der Linie 3 mit weiblichem Fahrpersonal, um 1917

Aufgrund der zahlreichen Rüstungsbetriebe und den Siemenswerken waren die Fahrgastzahlen auf der Linie 5 überdurchschnittlich hoch. Als Engpass erwies sich jedoch die überwiegend eingleisige Streckenführung. Um die Wagenfolge dennoch zu erhöhen, ging am 21. Januar 1918 eine eingleisige Direktverbindung auf der Nonnendammallee zwischen Gartenfelder Straße und Schwarzer Weg in Betrieb. Die Strecke soll über ein neu verlegtes Gleis parallel zur Siemens-Güterbahn geführt haben, andere Quellen berichten hingegen von einer Mitnutzung der Gütergleise. Die von Spandau nach Siemensstadt fahrenden Züge verkehrten über die Neubaustrecke, die Züge der Gegenrichtung über Schwarzer Weg und Gartenfelder Straße. Vom gleichen Tag an bestand eine weitere durchgehende Verbindung nach Charlottenburg und Berlin. Die Spandauer Linien 5 und 7 verkehrten ab dem Siemens-Verwaltungsgebäude weiter über Siemensdamm und Nonnendamm zum Ringbahnhof Jungfernheide. Der seit 1914 nur schwach ausgelastete Ast nach Fürstenbrunn wurde mit dem gleichen Tag stillgelegt. Außerdem fanden Schleifenfahrten zwischen Ringbahnhof Jungfernheide und der Pulverfabrik in Haselhorst (Nonnendammallee Ecke Gartenfelder Straße) statt, die als Linie 8 geführt wurden.
Nach Kriegsende stellte die Spandauer Straßenbahn die Linien 6, 7 und 8 bis spätestens September 1919 infolge des Nachfragerückgangs ein. Ab dem 3. März 1920 fuhr morgens und mittags je ein Zug der Linie 1 wieder bis Johannesstift. Im gleichen Jahr erhielt die Strecke in der Neuendorfer Straße ihr zweites Gleis. Die letzte Neueröffnung betraf die Verlängerung Linien 3 und 5 vom Bahnhof Spandau West durch die Seegefelder Straße bis zur Nauener Straße am 1. November 1920. Es war angedacht, die Strecke bis nach Staaken zu verlängern; in der Nauener Straße waren hierfür an den Unterführungen der Hamburger und Lehrter Bahn bereits Gleise verlegt worden. Diese verblieben dort bis in die 1960er Jahre. Weitere Pläne betrafen die Verlängerung der Hakenfelder Linie zur Ausflugsgaststätte „Wilhelmsruh“ und die Anbindung des Friedhofs In den Kisseln. Von weiteren Planungen in noch zu erschließendes Gebiet sah die Stadt angesichts der schlechten Betriebsergebnisse der Bocklinie und Nonnendammbahn ab.

### Die Spandauer Straßenbahn als Bestandteil des Berliner Netzes
Bereits am 1. Oktober wurde die Stadt Spandau infolge des Groß-Berlin-Gesetzes nach Berlin eingemeindet. Die Stadt Berlin kam damit in den Besitz der Spandauer Straßenbahn. Am 8. Dezember 1920 übernahm die Große Berliner Straßenbahn die Spandauer Straßenbahn. Nach dem Zusammenschluss der GBS mit der Städtischen Straßenbahn Berlin und der Berliner Elektrischen Straßenbahn fünf Tage darauf entstand aus dieser die Berliner Straßenbahn.
Die Übernahme wurde erst im Laufe des Jahres 1921 auch äußerlich wahrgenommen. Die Fahrzeuge erhielten nach und nach neue Betriebsnummern. Am 1. April kam es zur Neuordnung des Liniennetzes und der Neuvergabe von Liniennummern. Die ehemals der Berlin-Charlottenburger Straßenbahn, die 1919 in der GBS aufging, gehörigen Linien P und R übernahmen zusätzlich die Aufgaben der Linien 3 und 4 und wurden von der Altstadt aus nach Hakenfelde beziehungsweise Pichelsdorf verlängert. Die Endhaltestelle an der Triftstraße wurde aufgegeben. Die 1919 eingestellte Linie 6 wurde als Linie S zwischen Hakenfelde und dem Straßenbahnhof neu eingerichtet. Die Linien 2 und 5 bekamen die Nummern 20 und 35, behielten aber ihre Laufwege.
Das Spandauer Straßenbahnnetz blieb in den nachfolgenden Jahren weitgehend unverändert. Die 1918 eröffnete Strecke durch die Nonnendammallee wurde bis 1923 zugunsten des zweigleisigen Ausbaus in der Gartenfelder Straße und dem Schwarzen Weg stillgelegt. Von 1923 bis 1945 bestand in Johannesstift ein Übergang auf die Bötzowbahn nach Hennigsdorf, die von einer neuen Linie 120 befahren wurde. Ab 1927 bestand über die Heerstraße eine dritte Verbindung zwischen Spandau und Charlottenburg. Von 1928 an fuhr die Straßenbahn von der Mertensstraße bis zum Eschenweg, um die neu entstandene Waldsiedlung Hakenfelde zur besseren Erreichbarkeit anzuschließen. Die Planungen sahen weiterhin die Anbindung Staakens und des Friedhofs In den Kisseln vor, neu waren eine Verbindung von Gartenfeld nach Tegel sowie von Spandau und Pichelsdorf über Gatow nach Kladow. Keines der Vorhaben kam über das Planungsstadium hinaus.

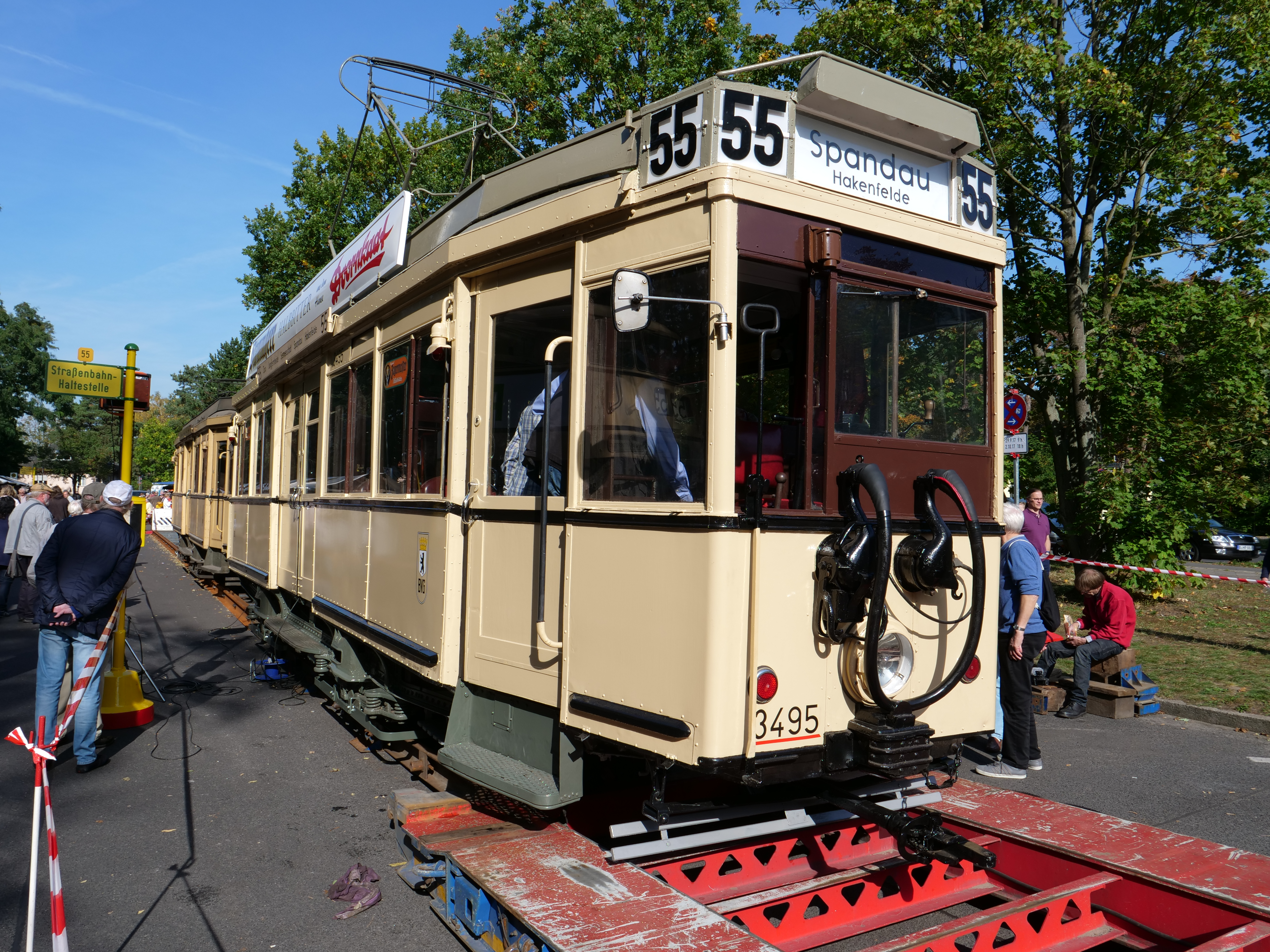
Triebwagen 3495 (TM 36) an der Endhaltestelle Hakenfelde anlässlich des 50. Jahrestages der Stilllegung der Straßenbahn in West-Berlin, 30. September 2017

Nach dem Einstellungsbeschluss für die Straßenbahn in West-Berlin legten die Berliner Verkehrsbetriebe die Streckenabschnitte der ehemaligen Spandauer Straßenbahn ab 1960 beginnend still. Am 2. Oktober 1967 fuhr in West-Berlin die letzte Straßenbahn vom Bahnhof Zoo über Bahnhof Jungfernheide und Siemensstadt nach Hakenfelde.

## Tarif
Der Fahrpreis für die Pferdebahn betrug für eine einfache Fahrt zehn Pfennig. Die Fahrgäste hatten den Fahrpreis in einen gläsernen Zahlkasten zu werfen, dessen Kontrolle der Fahrer vornahm. Schaffner fuhren sonntags wegen des größeren Andrangs beim Ausflugsverkehr mit. Der Fahrpreis blieb nach der Elektrifizierung zunächst gleich und berechtigte auch zum Umsteigen. Die Fahrgäste hatten sich bei den an den Umsteigestellen postierten Weichenstellern zur Kontrolle melden. Der Schaffnereinsatz wurde auf die Nachtfahrten ab 23:30 Uhr ausgedehnt. Für Umsteigefahrten wurden bei Schaffnerbetrieb gesonderte Fahrscheine ausgegeben. Kinder unter vier Jahren fuhren in Begleitung eines Erwachsenen kostenlos, sofern sie keinen gesonderten Platz einnahmen, für zwei Kinder war der Preis für eine Person zu zahlen. Auf der 1906 eröffneten Bocklinie kostete die einfache Fahrt werktags zehn Pfennig. An Sonntagen betrug der Fahrpreis für die gleiche Strecke 15 Pfennig, gleichzeitig gab es zwei Teilstrecken zu zehn Pfennig. Auch nach der Verlängerung zum Bahnhof blieb der separate Tarif bestehen, es bestand daher keine Umsteigeberechtigung zu anderen Linien. Auf der Linie waren anfangs Schaffner eingesetzt, bevor ab dem 1. Februar 1907 werktags das Zahlkastensystem eingeführt wurde. Auf der Straßenbahn Spandau–Nonnendamm kostete die Einzelfahrt zehn Pfennige, ab dem 15. August 1909 galt in Fahrtrichtung Spandau eine Umsteigeberechtigung auf die anderen Linien, in der Gegenrichtung jedoch nicht.
Am 1. Januar 1911 gab es eine größere Tarifanpassung. Das Zahlkastensystem wurde zu Gunsten des dauerhaften Einsatzes von Schaffnern aufgegeben. Anstelle des Einheitspreises von zehn Pfennig führte die Bahn einen Zonentarif ein. Die erste Zone reichte vom Markt als Stadtmittelpunkt bis zum Hauptbahnhof, zur Plantage, zur Hamburger Straße, zum Bahnhof Spandau West, zum Hafenplatz und zur Geschossfabrik. Die zweite Zone reichte bis zum Fehrbelliner Tor, zum Hohenzollernring, zur Berliner Chaussee Ecke Nonnendamm, zum Tiefwerderweg und zur Wilhelmstraße. Die dritte Zone reichte bis zum Stadtpark, bis Hakenfelde, zur Trabrennbahn Ruhleben und bis Pichelsdorf. Die vierte Zone reichte schlussendlich bis Johannesstift, zum Nonnendamm und zum Spandauer Bock. Eine Fahrt durch drei Zonen kostete zehn Pfennig, jede darüber hinaus gehende Fahrt 15 Pfennig, wobei die Fahrt durch die Zone I nicht mitgerechnet wurde. Gleichzeitig gab die Bahn Monatskarten für eine unterschiedliche Anzahl an Linien aus. Als Linien im tariflichen Sinne galten hierbei die Verbindungen:
- Hauptbahnhof – Johannesstift
- Hauptbahnhof – Pichelsdorf
- Hauptbahnhof – Nonnendamm
- Neue Brücke – Spandauer Bock
- Bahnhof West – Nonnendamm

Für eine Linie waren sieben Mark zu entrichten, für zwei Linien zehn Mark und für das gesamte Netz 12,50 Mark. Schülermonatskarten kosteten 3,50 Mark, waren dafür aber nur bis 18 Uhr gültig. Arbeiterwochenkarten für in Spandau arbeitende Personen kosteten 60 Pfennig und berechtigten zu jeweils zwei Fahrten an sechs Tagen die Woche. Neben den Zeitkarten wurden auch Bündelfahrscheine (25 Stück zu einer Mark) ausgegeben. Für eine Zehn-Pfennig-Strecke waren zwei, für eine 15-Pfennig-Strecke drei Scheine zu entwerten. Bereits zum 1. April 1911 wurden die Bündelfahrscheine wieder abgeschafft und der Fahrpreis für die Arbeiterwochenkarte auf 80 Pfennig für Zehn-Pfennig-Strecken und eine Mark für 15-Pfennig-Strecken angehoben. Anstelle der Schülermonatskarten hat die Verwaltung Knipskarten für 15 Fahrten zu einer Mark ausgegeben.

Fahrscheine und Wertmarken der Spandauer Straßenbahn
Fahrschein über zehn Pfennig, um 1913
Fahrschein über zehn Pfennig mit schematischem Streckennetzplan, um 1913
Straßenbahnmünzen für Schülerfahrten, die anstelle von Fahrscheinen ausgegeben wurden, um 1910

Die nächste Tariferhöhung war am 1. April 1913. Der Zehn-Pfennig-Fahrpreis galt nunmehr noch für zwei Zonen, Fahrten durch drei Zonen kosteten künftig 15 Pfennig, darüber hinaus 20 Pfennig. Der Fahrpreis der Monatskarten verringerte sich auf sechs Mark für eine Linie und je eine Mark mehr für jede weitere Linie. Für Arbeiter gab es nunmehr Zwölf-Fahrten-Karten für eine Mark mit Gültigkeit an zehn Kalendertagen sowie Monatskarten für alle Linien zu fünf Mark (gültig werktags) beziehungsweise 5,70 Mark (gültig an allen Tagen).
Auf den am 13. Mai 1917 nach Spandau verlängerten Linien P und R der Berlin-Charlottenburger Straßenbahn galt ein Einzelfahrpreis in Höhe von 35 Pfennig für die gesamte Strecke, Teilstreckenfahrscheine wurden zu 10, 15, 20, 25 und 30 Pfennig ausgegeben. Im Laufe des Jahres 1918 führte die beginnende Inflation zur erneuten Anhebung des Einzelfahrpreises. Ab dem 1. Mai 1918 kostete die einfache Fahrt 15 Pfennig, ab dem 1. Februar 1919 bereits 20 Pfennig. Bis zum 1. Dezember 1920 stieg der Preis auf 60 Pfennig an. Ab dem 1. Februar 1919 wurde die Umsteigeberechtigung neu eingeführt. Zum 19. Oktober 1919 ersetzte man die Bündelfahrscheine durch Sammelkarten, ab dem 1. April 1920 wurden keine Monatskarten mehr ausgegeben. Nach der Übernahme durch die Berliner Straßenbahn galt bis zum 22. Juni 1922 noch ein gesonderter Tarif.

## Fahrbetrieb

### Fahrzeuge

Triebwagen 91 (Bj. 1909) und Sprengwagen 199 (ex Nonnendammbahn), um 1916

Innenaufnahme von Triebwagen 101 (Bj. 1911), um 1915

Über den Wagenpark der Spandauer Straßenbahn liegen teils voneinander abweichende Angaben vor.
Zur Eröffnung der Spandauer Straßenbahn standen 1892 zwei geschlossene Einspänner (Nr. 3 und 4) mit zwölf Sitz- und fünf Stehplätzen sowie zwei zweispännige Sommerwagen (Nr. 1 und 2) mit zwölf Sitz- und sechs Stehplätzen zur Verfügung. Im gleichen Jahr kamen zwei weitere Einspänner (Nr. 5 und 6) hinzu. Nach Kämpf sollen im Juli 1892 bereits acht Wagen und 30 Pferde, Ende 1893 bereits zwölf Wagen und 40 Pferde zur Verfügung gestanden haben. Die Fahrzeugauflistungen weisen für das Eröffnungsjahr hingegen sechs Wagen und ab 1894 einen höheren Bestand aus. Nach dem Verkauf der Bahn an die Allgemeine Deutsche Kleinbahn-Gesellschaft AG (ADKA) stockte diese den Bestand infolge der Inbetriebnahme der Pichelsdorfer Linie auf insgesamt 20 Wagen (Nr. 7–13, 14–20) auf. Die Zugpferde wurden nach der Aufnahme des elektrischen Betriebs für je 500–600 Mark verkauft, was etwa 60 Prozent des Einkaufspreises entsprach.
Am 20. Oktober 1895 trafen die ersten der insgesamt 24 Triebwagen (Nr. 21–44) und sieben Beiwagen (Nr. 1II–7II) für den elektrischen Betrieb in Spandau ein. Die rotbraun gestrichenen Wagen hatten jeweils 16 Sitzplätze in Längsrichtung bei zwölf Stehplätzen und 20 PS starken Fahrmotoren. Ähnliche Wagen dieses von Herbrand hergestellten Typs liefen unter anderem auch in Essen, Kiel und Altenburg. Von den ehemaligen Pferdebahnwagen wurden 13 als Beiwagen weiterverwendet. Bis 1901 lief der Nachtwagen noch mit Pferdegespann. Hierfür standen weiterhin zwei Pferde bereit. Für die Verlängerung nach Hakenfelde beschaffte die Bahn weitere zehn Beiwagen (Nr. 20II–29II), gleichzeitig erhielten die älteren Triebwagen die Nummernreihe 40–63 zugeteilt. Zum Jahresende 1905 waren 24 Triebwagen und 26 Beiwagen vorhanden, etwa die Hälfte der Wagen stammten von der Pferdebahn.
Im Zuge der Umspurung auf Regelspur wurden 1906–1908 weitere 13 Triebwagen (Nr. 65–69, 70–77) beschafft. Die vorhandenen Fahrzeuge wurden ebenfalls auf das neue Spurmaß angepasst. Bei der Umspurung verlängerte man gleichzeitig die Einstiegsplattformen der Wagen, was unweigerlich zum Masseanstieg führte. Die Leistung der älteren Triebwagen reichte daher nicht mehr aus, einen Beiwagen mitzuführen. Die Stadt veranlasste die Ausrüstung von zunächst elf jüngeren Triebwagen mit einem zweiten Fahrmotor, während elf Triebwagen der ersten Serie zu Beiwagen umgebaut wurden. Gleichzeitig stockte die Bahn den Bestand durch den Kauf von 17 Triebwagen (Nr. 78–94) und acht Beiwagen (Nr. 30II–37II) weiter auf. Die ältesten Sommerwagen gab die Stadt 1907 an die Kreuznacher Straßen- und Vorortbahnen ab.
Im Jahr 1911 baute die Städtische Straßenbahn weitere zwölf Triebwagen der Serie 40–63 zu Beiwagen um und beschaffte weitere neun Triebwagen (Nr. 108–116). Die Fahrzeuge der 1910 erworbenen Elektrischen Straßenbahn Spandau–Nonnendamm wurden mit der vollständigen Übernahme durch die Städtische Straßenbahn 1914 in das Nummernschema integriert. Bei Kriegsbeginn verfügte die Städtische Straßenbahn Spandau über 56 Trieb- und 66 Beiwagen. Ab August 1916 waren die Beiwagen wie zuvor bereits die Triebwagen mit Linienschildern ausgestattet.
Um die kriegsbedingt vergrößerten Wartungsfristen an den Fahrzeugen zu kompensieren, mietete die Bahn im April 1917 die Beiwagen 25 und 26 der Woltersdorfer Straßenbahn zu monatlich je 100 Mark an. Von der Straßenbahn Kaiserslautern kamen als Zwangsverkauf drei Triebwagen (Nr. 117–119) mit geschlossenen Plattformen, deren Motorleistung stark genug war, um bis zu drei Beiwagen ziehen zu können. Vier weitere Triebwagen (Nr. 120–123) stammten vermutlich von der Straßenbahn Neunkirchen. 1918 musste die Schweriner Straßenbahn jeweils sechs Trieb- und Beiwagen nach Spandau verkaufen, da durch die ortsansässigen Rüstungsbetriebe und die Siemenswerke weiterhin ein hoher Fahrgastandrang herrschte. Mit Ausnahme der Woltersdorfer Beiwagen, die 1920 zurückkehrten, wurden die angekauften Wagen in den Bestand der Berliner Straßenbahn übernommen. Die Triebwagen bekamen die Nummern 4126–4190, die Beiwagen die Nummern 1480–1531 zugeteilt.

Fahrzeugübersicht
Sommerwagen 2 der Pferdebahn (Bj. 1892)
Triebwagen 65 (Bj. 1906)
Triebwagen 81 (Bj. 1908)
Triebwagen der Serie 117–119 (Bj. 1914, ex Kaiserslautern)

| Baujahr         | Spurweite (in mm) | Wagen-Nr. (Spandau) | Anz. Fenster    | Anz. Sitzpl.    | Hersteller (mech.)       | Hersteller (el.) | Wagen-Nr. (Berlin) | Bemerkungen |
| Pferdebahnwagen | Pferdebahnwagen   | Pferdebahnwagen     | Pferdebahnwagen | Pferdebahnwagen | Pferdebahnwagen          | Pferdebahnwagen  | Pferdebahnwagen    | Pferdebahnwagen |
| --------------- | ----------------- | ------------------- | --------------- | --------------- | ------------------------ | ---------------- | ------------------ | --- |
| 1892            | 1000              | 1+2                 |                 |                 |                          | –                | –                  | Zweispänner, Sommerwagen; 1894 ausgemustert, 1907 an Kreuznach Bw 13+14 |
| 1892            | 1000              | 3–6                 | 4               |                 |                          | –                | –                  | Einspänner; 1897/99 ausgemustert |
| 1894            | 1000              | 7–13                |                 |                 |                          | –                | –                  | 1896 Wagen 7 ausgemustert, Wagen 8–13 Umbau zu Bw; 1904 drei Bw ausgemustert, 1907 drei Wagen verkauft |
| 1894–1895       | 1000              | 14–20               | 3               | 18              |                          | –                | –                  | 1896 Umbau zu Bw; 1904 Bw 20 ausgemustert, 1906 übrige in Normalspur |
| Triebwagen (Tw) |                   |                     |                 |                 |                          |                  |                    | |
| 1896            | 1000              | 21–44 (40–63)       | 5               | 16              | Van der Zypen & Charlier |                  | 1533–1553          | Um 1904 Umnummerierung in 40–63, 1906 in Normalspur; 1909/11 Tw 40–57 und 62–63 in Bw, 1920 an BSt Bw 1533–1553, 1922 ausgemustert; 1920 2 Tw in ATw 38+39, 1920 an BSt A16+A17                                                                          |
| 1906            | 1435              | 65–69               | 3               | 18              | O&K                      | AEG              | 4126–4130          | 1924 Tw 4126–4129 ausgemustert; 1925/30 Tw 4130 in H12 |
| 1906–1908       | 1435              | 70–77               | 5               | 18              | Herbrand                 | AEG              | 4131–4138          | 1925 ausgemustert |
| 1908–1909       | 1435              | 78–94               | 3               | 18              | Herbrand                 | AEG              | 4139–4155          | 1925 Tw 4139–4141 ausgemustert; 1925 Tw 4142–4155 in Bw 1809–1822; 1929 ausgemustert |
| 1908–1909       | 1435              | 95–100              | 6               | 18              |                          | AEG              | 4156–4161          | 1914 ex Spandau–Nonnendamm Tw 1–6, 1929 ausgemustert |
| 1911            | 1435              | 101–107             | 3               | 18              | Van der Zypen & Charlier | AEG              | 4162–4168          | 1914 ex Spandau–Nonnendamm Tw 7–13, 1929 ausgemustert |
| 1911            | 1435              | 108–116             | 6               | 18              | O&K                      | AEG              | 4169–4177          | bis 1925 ausgemustert |
| 1914            | 1435              | 117–119             | 3               | 18              | Wismar                   | AEG              | 4178–4180          | 1917 ex Kaiserslautern Tw 9–11, 1929 zu ATw |
|                 | 1435              | 120–123             | 3               | 18              | Van der Zypen & Charlier | AEG              | 4181–4184          | 1917 vermutlich ex Neunkirchen Tw Serie 1–11, 1923 ausgemustert |
|                 | 1435              | 124–129             |                 | 18              | MAN                      | FFM              | 4185–4190          | 1918 ex Schwerin Tw 1, 2, 13, 17, 20, 21, 1923 ausgemustert |
| Beiwagen (Bw)   |                   |                     |                 |                 |                          |                  |                    | |
| 1896            | 1000              | 1II–7II             | 3               | 18              | Van der Zypen & Charlier | –                | 1480–1486          | 1906 in Normalspur, 1927 ausgemustert |
| 1909            | 1435              | 8II–13II            | 8               | 24              | Falkenried               | –                | 1487–1492          | 1914 ex Spandau–Nonnendamm Bw 18–23, 1927 in 1471II–1474II und 1475III–1476III; vor 1949 Bw 1476III ausgemustert; 1949 Bw 1471II, 1475III an BVG (West), 1954 ausgemustert; übrige 1949 an BVG (Ost), 1969 Reko                                          |
| 1904            | 1000              | 20II–29II           | 5               | 18              |                          | –                | 1499–1508          | 1906 in Normalspur, 1927 ausgemustert |
| 1909            | 1435              | 30II–37II           | 3               | 18              | O&K                      | –                | 1509–1516          | übrige 1925 ausgemustert |
|                 | 1435              | 181–186             | 3               | 18              | HAWA                     | –                | 1517–1522          | 1915 ex Schwerin Bw 35–42, 1926 Bw 1518 ausgemustert; übrige 1926 in Bw 1584II–1587II (Meterspur), 1930 ausgemustert |
| 1910–1911       | 1435              | 187–195             | 4               | 24              | O&K                      | –                | 1523–1531          | 1914 ex Spandau–Nonnendamm Bw 25–34; 1923 Bw 1523–1526 Umbau für Linie 120; 1925 in Bw 1477II–1485II, 1946/48 Bw 1479II+1480II zu Loren G337+G338 (nach KV); 1949 Bw 1477II+1485II zu BVG (Ost), 1969 Reko; übrige 1949 zu BVG (West), 1954 ausgemustert |
| Arbeitswagen    |                   |                     |                 |                 |                          |                  |                    | |
|                 | 1435              | 38II–39II           | 5               |                 |                          |                  | A16–A17            | Arbeitstriebwagen |
|                 | 1435              | 196–198             | –               | –               |                          | –                |                    | Salzwagen |
|                 | 1435              | 199                 | –               | –               |                          | –                |                    | Sprengwagen |
|                 | 1435              | 204–205             | –               | –               |                          | –                |                    | Gleiskarren |

### Betriebshöfe

Betriebshof Pichelsdorfer Straße, um 1900

Der erste Betriebshof der Spandauer Pferdebahn befand sich an der Schönwalder Straße 43/44 im ehemaligen Grieftschen Gehöft. Die kleine Wagenhalle wurde bereits 1894 zu Gunsten des Neubaus an der Pichelsdorfer Straße aufgegeben. Die Ruine der im Zweiten Weltkrieg zerstörten Wagenhalle wurde 1958 abgerissen.
Der zweite Betriebshof an der Pichelsdorfer Straße ging am 24. Juni 1894 in Betrieb, nachdem die ADKA die Betriebsführung übernommen hatte. 1895 entstand auf dem Hofgelände ein Kraftwerk zur Stromversorgung, 1904 wurde die Wagenhalle erweitert, 1909 dann um eine zweite und 1918/19 um eine dritte Halle ergänzt. Im Endausbau fassten insgesamt 103 Wagen Platz. 1920 kam er zur Berliner Straßenbahn als Hof Nr. 28, ab 1935 dann unter dem Kürzel Spa. Nach der teilweisen Zerstörung im Zweiten Weltkrieg schloss die BVG den Hof zum 1. Oktober 1962. Auf dem Gelände befinden sich heute Wohnhäuser.
Während der Umspurphase von Meter- auf Normalspur wurde für die bereits in Normalspur eröffnete Bocklinie eine provisorische Halle für drei Wagen am Schlangengraben errichtet, über den der Abschnitt von der Plantage zum Spandauer Bock bedient werden konnte. Nach dem Anschluss an das Kernnetz am 20. Juli 1907 wurde die Halle entbehrlich.
Daneben bestand für die Nonnendammbahn ab 1909 der Betriebshof Grenzstraße in Siemensstadt. Nach der Übernahme der Straßenbahn Spandau–Nonnendamm diente die Halle zur Bereitstellung von Einsetzern. 1944 brannte die Halle aus. Nach der Räumung des Geländes gab die BVG dieses 1950/51 an Siemens zurück.

## Zukunft

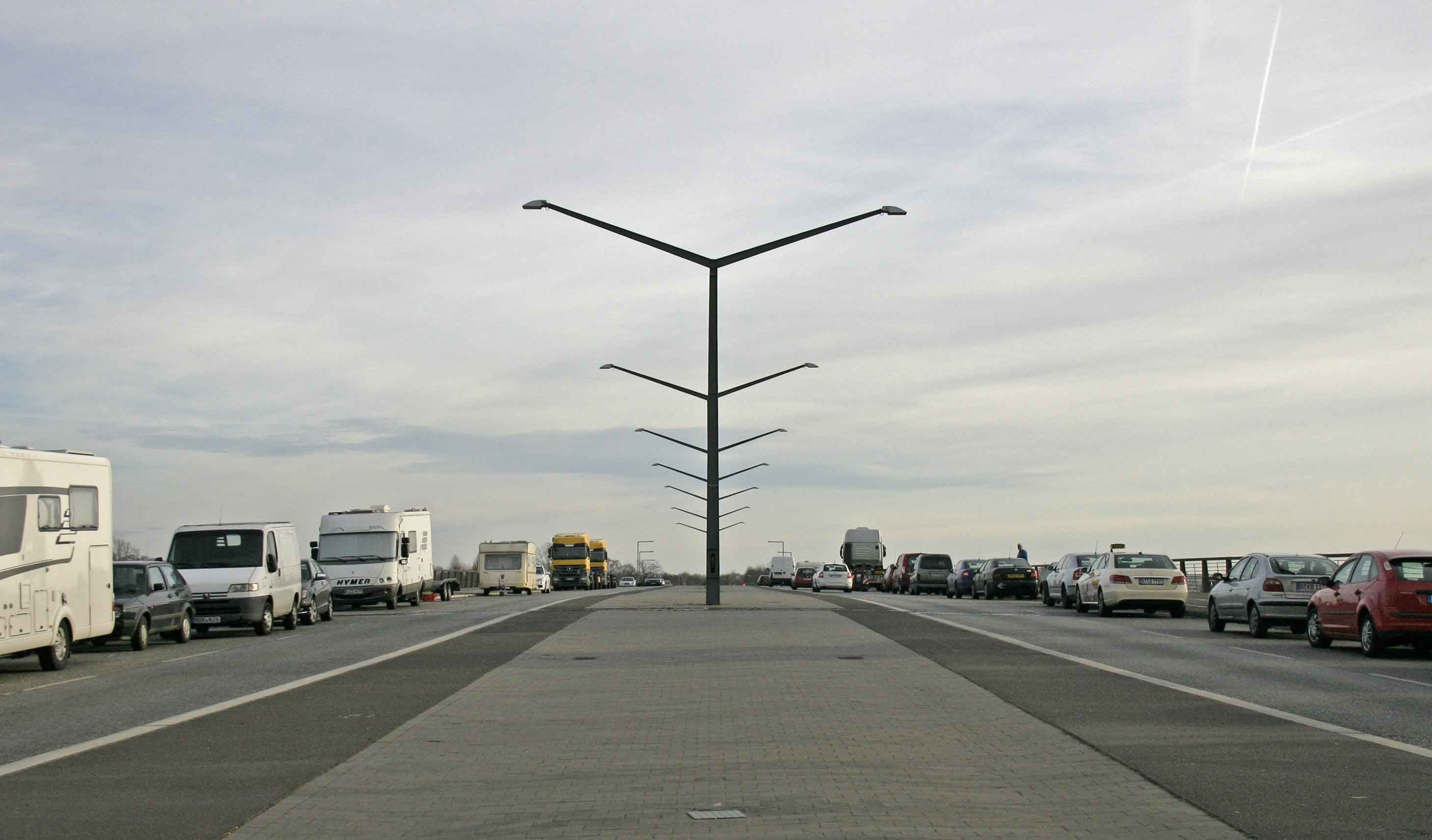
Freihaltung für eine Straßenbahntrasse auf Wasserstadtbrücke, 2015

Erste Forderungen, in Berlin-Spandau wieder die Straßenbahn einzuführen, tauchten nach dem Mauerfall im Gefolge der Wende in der DDR auf. Im Jahr 1994 legte der Fahrgastverband ProBahn eine Broschüre auf, in der nachgewiesen wurde, dass ein Inselbetrieb einer Straßenbahn in Spandau zehn Prozent mehr Betriebskosten verursachen würde als der Busbetrieb, aber das Doppelte an Fahrgästen zu erwarten wäre. Im Jahr 2013 gründete sich eine „Initiative Spandauer Tram“ (IST). Diese fordert, für die Hauptkorridore der Metrobusse in Spandau (136/236, M37 und M49 als Kernnetz) ein eigenes Spandauer Straßenbahnnetz wieder einzuführen. Der Berliner Nahverkehrsplan 2019–2023 sieht ebenfalls den Aufbau eines Straßenbahnnetzes in Spandau für den Zeitraum ab 2029 vor. Geplant sind Strecken im Bereich der Siemens- und Wasserstadt sowie vom Rathaus Spandau ausgehend ins Wohngebiet Heerstraße Nord und ins Falkenhagener Feld.